# اضداد

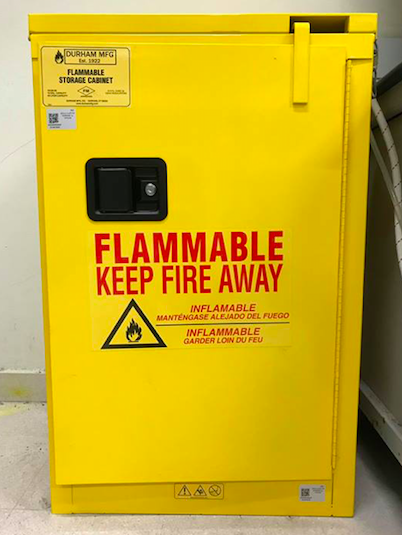
در زبان انگلیسی inflammable به معنی قابل احتراق است، اما از سوی کسانی که به اشتباه in را در اینجا معادل با غیر- قلمداد کنند، می‌تواند به معنی غیرقابل احتراق تلقی شود. از اینرو بر برچسب‌های ایمنی از flammable استفاده می‌شود.

اضداد به نوعی از کلمات گفته می‌شود که در وهله اول میتوان از دو جنبه به آن نگاه کنیم، و در وهله دوم آن دو جنبه نسبت به هم دارای تضاد از نظر معنایی هستند. در کل میتوان بسته به منظور معانی مختلف را برسانند، در فارسی «فراز» مثالی از اضداد است که هم‌ معنیِ «باز» می‌دهد هم معنیِ «بسته».

## در فارسی
تعدادی از اضداد به شرح زیر هستند:
- چیدن: «گذاشتن» یا «برداشتن»

فراز: «باز» یا «بسته»
- بیع: «خرید» یا «فروش»
- قرء: «پاکی» (طهر) یا «ناپاکی» (بی نمازی، حیض)
- ظن: «گمان» یا «یقین»
- خفیه: «نهان» یا «آشکار»[۲]
- در آمد: «داخل شد» یا «خارج شد»